# Vespa infundibuliformis
Vespa infundibuliformis är en getingart som beskrevs av Geoffroy 1785. Vespa infundibuliformis ingår i släktet bålgetingar, och familjen getingar. Inga underarter finns listade i Catalogue of Life.